# Margot Binder
Margot Binder (* 7. August 1977 in Wien) ist eine österreichische Schauspielerin.

## Leben
Margot Binder betrieb während der Schulzeit von 1987 bis 1994 Rhythmische Sportgymnastik und wurde in der Gruppe 1988/89 österreichische Schülermeisterin, 1990/91 österreichische Juniorenmeisterin und 1993 österreichische Staatsmeisterin und nahm mit der österreichischen Nationalmannschaft an Europa- und Weltmeisterschaft teil.
Ab 1998 erhielt sie Schauspielunterricht an der Filmschule Wien. Von 2000 bis 2004 studierte sie an der Universität für Musik und darstellende Kunst Graz Schauspiel, das Studium schloss sie als Magistra Artium ab. Anschließend war sie bis 2007 am Linzer Theater Phönix engagiert, wo sie unter anderem in der Titelrolle in Grillparzers Medea, als Gretchen in Faust – Collateral Damage und in der Titelrolle von Franzobels Lady Di – Königin der Herzen  zu sehen war. 2007 übersiedelte sie nach Berlin, wo sie beispielsweise am Theaterforum Kreuzberg, am Clubtheater Berlin, an der Volksbühne Berlin und der Brotfabrik spielte. 2013 kehrte sie nach Wien zurück.
Ihr Filmdebüt gab sie 2002 im Kinofilm Rocco von Regisseur Houchang Allahyari, seitdem spielte sie in einer Reihe von Kurzspielfilmen wie Jessi, Sie sind da kein Einzelfall, Kopfkino und So fern so nah. Im Fernsehvierteiler Pregau – Kein Weg zurück verkörperte sie 2016 die Rolle der Geza.

## Filmografie (Auswahl)
- 2002: Rocco (Regie: Houchang Allahyari)
- 2013: Spuren des Bösen – Zauberberg
- 2013: SOKO Wien – Der Irrläufer
- 2014: Lost & Found – Liebe im Gepäck (Eine Handvoll Briefe) (Fernsehfilm, Regie: Wolfgang Murnberger)
- 2015: Am Ende des Sommers
- 2016: Pregau – Kein Weg zurück
- 2020: Fuchs im Bau